# Danbulla nationalpark
Danbulla nationalpark är en nationalpark i Australien. Den ligger i regionen Tablelands och delstaten Queensland, i den nordöstra delen av landet, 2 000 km norr om huvudstaden Canberra. Danbulla nationalpark ligger vid sjön Lake Tinaroo.
I omgivningarna runt Danbulla nationalpark växer i huvudsak städsegrön lövskog. Runt Danbulla nationalpark är det glesbefolkat, med 16 invånare per kvadratkilometer.